# Wenn das fünfte Lichtlein brennt
Wenn das fünfte Lichtlein brennt ist ein deutscher Fernsehfilm des Regisseurs Stefan Bühling aus dem Jahr 2021. Der episodische Weihnachtsfilm entstand nach einem Drehbuch von Autor Arndt Stüwe und erzählt von einer Gruppe an Personen, die nach Einsetzen unerwartet heftigen Schneefalls gezwungen sind, den Heiligen Abend in einem Flughafenterminal zu verbringen. In Hauptrollen traten unter anderem Henning Baum, Lisa Bitter, Meike Droste, Max von Pufendorf, Michael Lott, Elena Uhlig, Ruth Reinecke, Ernst Stötzner, Jan Henrik Stahlberg, Xenia Tiling und Daniel Donskoy vor die Kamera.
Die ARD-Degeto-Auftragsproduktion wurde von der Bantry Bay Productions für Das Erste realisiert und von Oktober bis November 2020 in Berlin und am Flughafen Münster/Osnabrück gedreht. TV-Kritiker bewerteten Wenn das fünfte Lichtlein brennt im Vorfeld der Ausstrahlung vorwiegend positiv und verglichen den Film aufgrund seiner Erzählstruktur mit der britischen Liebeskomödie Tatsächlich… Liebe (2003). Mit einem Marktanteil von knapp 20 % avancierte die Produktion bei Erstausstrahlung im Rahmen der Reihe Endlich Freitag im Ersten am 3. Dezember 2021 zu einem der erfolgreichsten Fernsehfilme des Jahres.

## Handlung
Auf einem Flughafen in Deutschland herrscht am 24. Dezember hektisches Treiben. Passagiere und Mitarbeiter wollen so schnell wie möglich nach Hause und zu ihren Liebsten, um gemeinsam den Weihnachtsabend verbringen zu können, als unerwartet heftiger Schneefall einsetzt. In Folge der Wetterereignisse werden alle Flüge abgesagt. Als darüber hinaus die Zubringerstraße zum Flughafen wegen eines Verkehrsunfalls voll gesperrt werden muss, sitzen viele Anwesende im Terminal fest und müssen den Heiligabend nun notgedrungen in der ungewohnten Umgebung des Flughafens verbringen. Dies gibt allen Protagonisten die Möglichkeit, sich insbesondere mit sich selbst auseinanderzusetzen, was natürlich nicht nur Erfreuliches ans Licht bringt.
Der schwerkranke Rentner Karl versucht vor seiner Frau Charlotte zu verheimlichen, dass bei ihm ein Hirntumor im Endstadium diagnostiziert wurde. In seinem Bestreben, mit ihr und seinen in München lebenden Kindern ein letztes friedvolles Weihnachten verbringen zu wollen, stützt er sich auf seine Medikamente, die er auf seiner Reise mit sich führt. Als ein Obdachloser jedoch Karls Tasche mit seinen Tabletten stiehlt, während dieser einen Zusammenbruch erleidet, verschlechtert sich Karls Zustand zunehmend. Als sich das Paar in der Notfallambulanz des Flughafens wiederfindet, versucht er, Charlotte seine Diagnose zu beichten, doch diese räumt ein, schon länger davon gewusst zu haben. Einen kurzen Moment später verstirbt er in ihrem Beisein.
Flughafen-Verkäuferin Anja will ihren Freund, den Ramp Agent Sebastian, an Heiligabend mit einer ganz besonderen Neuigkeit überraschen. Als dieser jedoch noch am Flughafen seinen Jugendfreund, den sich auf Durchreise befindlichen DJ Conrad, nach 15 Jahren erstmals wieder trifft, keimen in ihm lange unterdrückte Gefühle auf, die ihn seine Beziehung zu Anja infrage stellen lassen. Als Sebastian schließlich versucht, Conrad auf dem Terminaldach zu küssen, weist dieser ihn jedoch freundlich zurück. Anja, die in Sebastians Verhalten erkannt hat, dass er eigentlich homosexuell ist, konfrontiert ihn mit der Nachricht, dass sie von ihm schwanger ist. Sebastian verspricht dennoch, seine Vaterrolle wahrnehmen zu wollen. Nachdem Conrad weitergereist ist, versöhnen sich die beiden.
Die Beziehung von Helikopter-Mutter Jette und ihrem Ehemann Lars steckt seit längerem in einer Krise. Als der Schneefall die Weiterreise nach München zu Lars’ Mutter verhindert, eskaliert die Situation einmal mehr und Lars offenbart der verdutzten Jette, dass er sich von ihr trennen will. Sohn Elias, der erneut der Streitigkeiten seiner Eltern beiwohnen muss, büchst daraufhin aus. Während seine Eltern den Flughafen absuchen, bahnt er sich über eine Hintertür den Weg nach draußen, wo er wenig später von dem Obdachlosen, der auf Suche nach Karls Tasche ist, gefunden und vor der lebensgefährlichen Kälte gerettet wird. Als dieser von der Polizei abgeführt wird, bittet die einsichtige Jette darum, ihn vor einer Anzeige zu verschonen. Lars verspricht daraufhin, die Feiertage mit ihnen zu verbringen.
Eva sieht sich indes gezwungen, Heiligabend im Beisein ihres Kollegen und Geliebten Martin sowie dessen nichtsahnender Frau Katharina und der gemeinsamen Tochter Greta zu verbringen, nachdem diese ihn am Flughafen hatten überraschen wollen. Die kuriose Situation treibt jedoch sowohl Eva als auch Greta aus dem gemeinsamen Hotelzimmer, wo Martin noch in derselben Nacht herausfindet, dass auch Katharina eine Affäre hat. Nachdem Greta wiedergefunden ist, betrinken sich die beiden gemeinsam an der Minibar. Eva wird unterdessen von Flughafen-Weihnachtsmann Thorsten und seiner als Christkind verkleideten Kollegin umsorgt, nachdem auch sie sich erfolglos in die Kälte gewagt hat. Thorsten, der nach dem Unfalltod seiner Freundin Lene fünf Jahre zuvor jegliche Lebensfreude verloren hat, erkennt in Eva seine ehemalige Lebensgefährtin wieder. Er beschließt, den Job am Flughafen an den Nagel zu hängen und lädt Eva zu einem Date nach den Feiertagen ein.

## Produktion

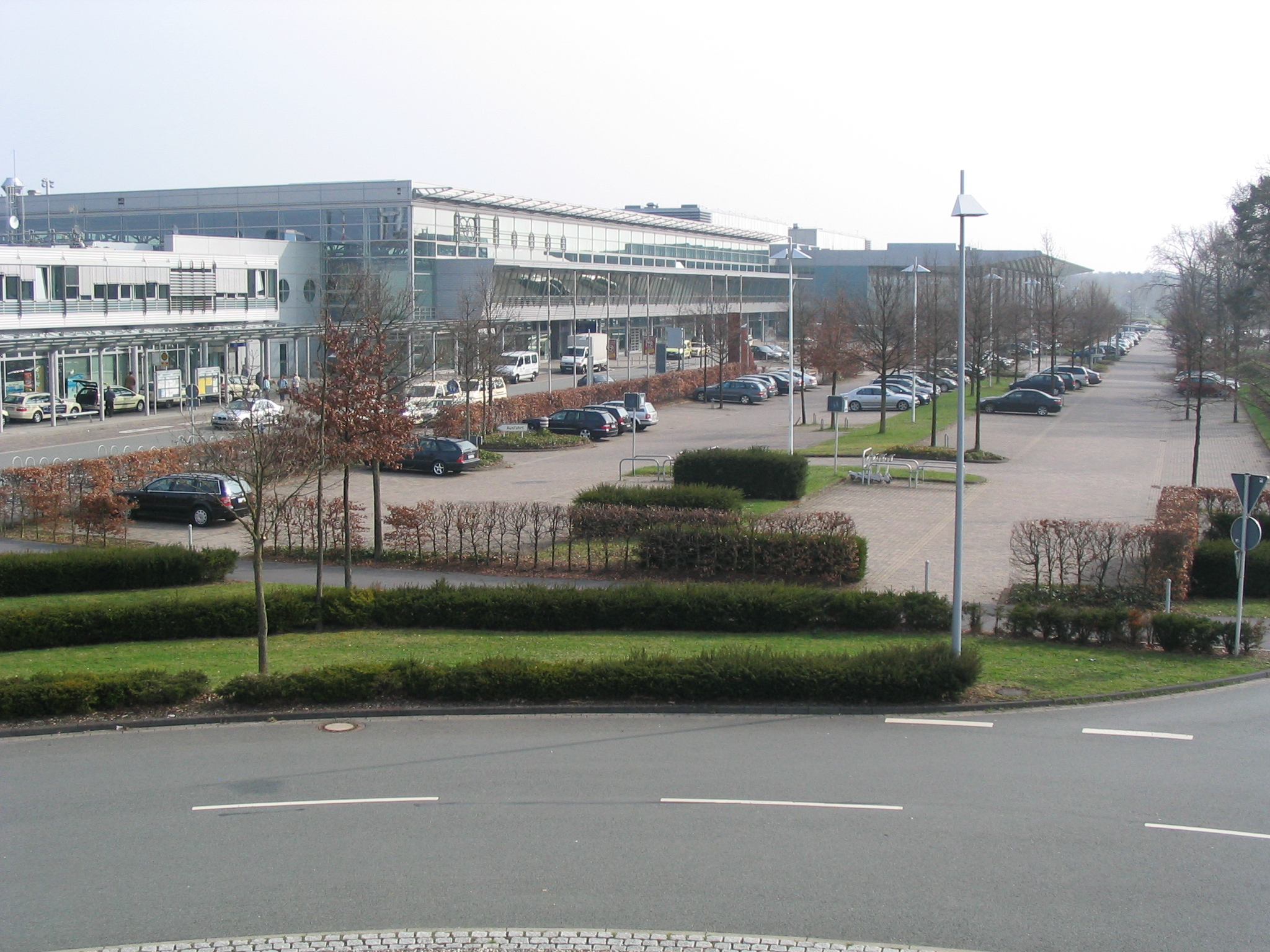
Das Gros des Films entstand im Spätherbst 2020 am Flughafen Münster/Osnabrück.

Die Entstehung von Wenn das fünfte Lichtlein brennt ist auf eine Idee der Bantry Bay Productions zurückzuführen, die laut Produzentin Gerda Müller „schon seit längerer Zeit in [den] Köpfen“ des Produktionsteams herumgeschwirrt war. Arndt Stüwe, der bereits das Drehbuch zu Leo und Marie – Eine Weihnachtsliebe (2008) verfasst hatte, wurde schließlich mit der Erarbeitung eines Skripts betraut. Stüwe bezeichnete Wenn das fünfte Lichtlein brennt als „Weihnachtsfilm im besten, nicht jedoch im klassischen Sinne“. Er nahm sich zum Ziel, „einen ehrlichen Blick auf ein Fest werfen, dass oft überladen ist mit Erwartungen, Hoffnungen und Wünschen – die allesamt selten in Erfüllung gehen [...] An einem unmöglichen Ort. Zu einer unmöglichen Zeit“. So fiel letztlich die Entscheidung, die Rahmenhandlung an einen Flughafen zu verlegen.
Für die Umsetzung des Drehbuchs konnte Regisseur Stefan Bühling verpflichtet werden, der mit Stüwe im Vorjahr bereits den Spielfilm Im Abgrund (2020) realisiert hatte. Bühling benannte unter anderem den „Reiz, einen solchen Episodenfilm zu inszenieren“ als Grund für seine Zusage. Die Dreharbeiten zu Wenn das fünfte Lichtlein brennt fanden im Zeitraum vom 29. Oktober bis zum 27. November 2020 unter dem Arbeitstitel Und wenn das fünfte Lichtlein brennt in Berlin und am Flughafen Münster/Osnabrück statt. Den Film inmitten der zweiten Welle der COVID-19-Pandemie sowie den einhergehenden Bedingungen realisieren zu müssen, beschrieb Bühling als „Fluch und Segen zugleich“. So trafen Stab und Besetzung am Flughafen Münster mit seinem eingeschränkten Geschäftsbetrieb auf nahezu „Studio-ähnliche Drehbedingungen“.
Neben Müller, Stüwe und Bühling stießen Frank Heidbrink (Ton) und Daniela Herzberg (Szenenbild) zum Stab. Das Kostümbild übernahm Katja Pothmann; die Maske oblag Wiebke Madloch und Yvonne Franz. Die Kamera führte Marco Uggiano. Als verantwortliche Redakteure zeichneten Carolin Haasis und Christoph Pellander für die Degeto Film. Für die musikalische Untermalung des Films zeigte sich Komponist Leonard Petersen verantwortlich. Zu den Weihnachtsliedern, die neben Petersens Filmmusik im Laufe des Films zu hören sind, gehören Dean Martins Winter Wonderland, Burl Ives’ A Holly Jolly Christmas, Bobby Helms’ Jingle Bell Rock, Diana Kralls Have Yourself a Merry Little Christmas, Chris Reas Driving Home for Christmas, Paul McCartneys Wonderful Christmastime und O du fröhliche sowie Pentatonix’ Interpretationen von Carol of the Bells und Little Drummer Boy. Der Titel des Films entstammt den letzten beiden Textzeilen des bekannten deutschsprachigen Kinderreims Advent, Advent, ein Lichtlein brennt.

## Rezeption

### Kritik

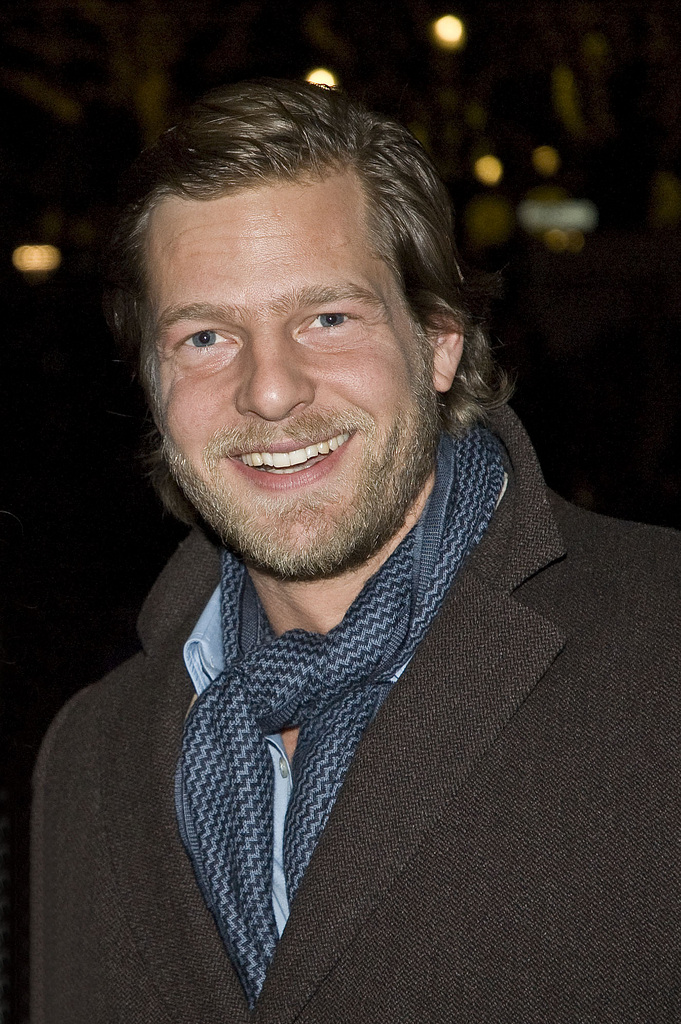
Das Ensemble um Darsteller Henning Baum erhielt positive Kritiken für sein Spiel im Film.

Rainer Tittelbach befand, dass Drehbuchautor Stüwe mit Und wenn das fünfte Lichtlein brennt „eine clevere Versuchsanordnung geschaffen“ habe. „Weihnachten, von vielen heruntergespielt in seiner Bedeutung, von der Mehrzahl der Menschen aber als das Fest der Feste mit Sehnsüchten und Erwartungen aufgepumpt, [würde] als eben dieses gesellschaftliche Ritual in diesem vielleicht besten Weihnachtsfilm der letzten Jahre mitreflektiert. Bei allen Vorbehalten diesem feierlichen Konfliktkatalysator gegenüber besitzt diese gut gespielte, wunderbar flüssig erzählte Dramedy auch viele warmherzige, berührende Momente. Solche Weihnachtsfilme ohne Zuckerguss und ohne falschen Schmus, mit so viel Wohlfühlmomenten wie nötig und so viel Realismus wie möglich, das gibt es auch nicht alle Jahre wieder“.
Quotenmeter-Kritiker Oliver Alexander urteilte, dass der Spielfilm mit Max von Pufendorf, Daniel Donskoy, Meike Droste und Lisa Bitter zwar „sehr gut besetzt“ sei, jedoch kaum Weihnachtsstimmung vermittele: „Wie bei all dieser Depression bei den Zuschauern Weihnachtsstimmung aufkommen soll? Vielleicht dadurch, dass sich an den Feiertagen auch die traurigsten Geschichten in etwas Schönes verwandeln. Das zumindest dürfte der Ansatz sein, den die Macher mit diesem Film gewählt haben. So richtig aber funktioniert das hier nicht. Dafür sind die Konflikte zu hochtrabend und schwer, und ein kalter überlaufener Flughafen wohl auch sein sehr gewagter Spielort, um zwischen versifften Toiletten und Feldbetten mit Notbeleuchtung heimeligen Winterzauber zu entfachen. Das Konzept ist also von Anfang an ziemlich schräg“.
Tilmann P. Gangloff schrieb in seiner Rezension: „Dass sich deren Wege mehrfach kreuzen, lässt sich kaum vermeiden, aber wie Buch und Regie (Stefan Bühling) die Erzählstränge miteinander verknüpfen, ist ein großes Vergnügen. Das gilt für den gesamten Film, selbst wenn die verschiedenen Handlungselemente für sich genommen allesamt nicht komisch sind [...] Angesichts der Bitternis, die stellenweise durchscheint, ist es umso erstaunlicher, dass Wenn das fünfte Lichtlein brennt trotzdem eine Komödie geworden ist. Das liegt nicht zuletzt am Christkind: Inmitten eines prominenten Ensembles sorgt Xenia Tilling mit ihren trockenen Kommentaren für die heiteren Höhepunkte des Films. Unnachahmlich ist auch die Beiläufigkeit, mit der sie mal hier, mal da eine Handvoll Flitter verstreut. Nach diesem Auftritt sind die nächsten Hauptrollen hoffentlich nur eine Frage der Zeit.“
Die Kritiker der Fernsehzeitschrift TV Spielfilm bezeichneten Wenn das fünfte Lichtlein brennt als Mix aus „Warmherzigkeit, Witz und Melancholie“ und bewerteten den Film mit dem Daumen nach oben. Dem „eingespielten“ Duo Arndt Stüwe und Stefan Bühling sei ein bodenständiger Film gelungen, der durchaus neckische Parallelen zu Richard Curtis’ britischem „Weihnachtsfilm-Klassiker“ Tatsächlich… Liebe aus dem Jahr 2003 aufweise. Zwar mit etwas weniger „Bling-Bling“, dafür aber mit einer tollen Besetzung, in der „jeder Schauspieler seine Stärken optimal ausspielen kann“. Dies sei in diesem Fall sogar besonders entscheidend, „da dem Einzelnen [nur] wenig Zeit bleibt, seiner Figur die Tiefe zu verleihen, die es braucht, um mit ihr zu fühlen.“ Fazit: „Weckt nach und nach wohlig-warme Weihnachtsgefühle“.

### Einschaltquoten
Wenn das fünfte Lichtlein brennt wurde am 1. Dezember 2021 in der ARDmediathek zur Veröffentlichung freigegeben. Die TV-Erstausstrahlung folgte in Deutschland zwei Tage später zur Hauptsendezeit im Rahmen der Endlich Freitag im Ersten-Reihe. Mit 5,65 Millionen Zuschauern und einem Marktanteil von 19,2 Prozent avancierte die Produktion hinter der ZDF-Krimiserie Die Chefin zur zweitmeistgesehenen Sendung des Tages sowie zu einem der erfolgreichsten Freitagsfilme des Jahres. Aus der werberelevanten Zielgruppe der 14- bis 49-Jährigen sahen sich 0,78 Millionen den Film an, was einem Marktanteil von 11,4 Prozent entsprach.

## Wissenswertes
Der Film orientiert sich thematisch lose an Will Trempers Kinoinszenierung Die endlose Nacht (1962/63).